# Jankovich László (somogyi főispán)
Gróf pribéri és vuchini Jankovich László (Buda, 1816. október 11. – Szőlősgyörök, 1895. november 26.) Somogy vármegye főispánja, cs. és kir. valóságos belső titkos tanácsos, a Főrendiház tagja, nagybirtokos.

## Élete
Az előkelő főnemesi pribéri és vuchini Jankovich családban született. Apja pribéri és vuchini Jankovich Antal (1784–1849), királyi kamarás, Verőce vármegye követe, aranysarkantyús vitéz, nagybirtokos, anyja gróf németújvári Batthyány Alojzia (1787–1820), csillagkeresztes hölgy volt. Az apai nagyszülei pribéri Jankovich János (1753–1817), a Hétszemélyes Tábla ülnöke (septemvir), nagybirtokos, és báró Püchler Terézia (1758–1852) voltak. Az anyai nagyszülei gróf németújvári Batthyány Alajos (1748–1818), földbirtokos és muraszombathi, széchyszigeti és szapári Szapáry Erzsébet (1745–1836) voltak.
Tudományos kiképeztetésére kiváló gondot fordítottak, s a gyermek László nagy reményekre jogosító szorgalommal tanult, úgyhogy  ritkaságként, 1835-ben, tehát 19 éves korában már elvégezte az egyetemet, és nemsokára Somssich Pongrác személynök mellé táblai jegyzővé eskették fel. 1835. október 20-ikán Sáros vármegye tiszteletbeli aljegyzőjévé választották, s ekkor egy évig az eperjesi kerületi táblánál gyakornokoskodott. Ezután a Gömör vármegyei tisztújítások alkalmával felmerült törvényellenességek megfékezésére kiküldött Szerencsy István királyi biztos mellett működött hónapokon keresztül. 1837-ben a királyi udvari kancelláriához került. 1839-ben „Verőce vármegye karai és rendei” követté választották, és csakhamar a Dunántúli kerületben országos megbízatásban is részesült. 1842-ben Verőce vármegye alispáni állásába helyezték, amelyet 1848-ig töltött be, mert ekkor István főherceg Verőce vármegye főispánjává nevezte ki. A Bach-korszakban lemondott állami hivataláról. 1860-ban Somogy vármegye főispánjává lett, mely tisztség alól magyar gondolkozásmódja miatt a bécsi udvar 1861-ben felmentette. 1865-ben az uralkodó újra Somogy vármegye főispánjává nevezte ki. 1885. október 3-án a király „a kilenc ágú koronával díszítette fel”, azaz elnyerte a grófi rangot és egyben az örökös főrendi tagságot.
A Zala, Varasd és Kőrös vármegyék között nyolcvan éven át elintézetlen határkérdés Jankovich kormánybiztossága alatt oldódott meg, és ebbeli működése 1868-ban királyi elismerésben részesült. A Dráva szabályozásának ügyében szintén kormánybiztosként húsz évnél tovább működött, és 1885-ben hosszabb utakat tett a Dráva hajózhatóságának vizsgálata ügyében. Összesen 26 évig, haláláig Somogy vármegyei főispánként szolgált.
1885. október 3-án magyar grófi címet szerzett I. Ferenc József magyar királytól.
1847 és 1897 között a Balaton Szabályozási Egylet elnöki tisztét is betöltötte.

## Házassága és leszármazottjai
Feleségül vette Ádándon 1849. október 3-án a jómódú nemesi származású vizeki Tallián családból való vizeki Tallián Rozáliát (Ádánd, 1823. március 6. – Szőlősgyörök, 1890. szeptember 6.), akinek a szülei vizeki Tallián Boldizsár (1781-1834) császári és királyi kamarás, Somogy vármegye alispánja, táblabíró, földbirtokos, 
és zalabéri Horváth Ida (1798-1875) voltak. Az apai nagyszülei vizeki Tallián Antal (1751–1820), királyi tanácsos, táblabíró, aranysarkantyús vitéz, földbirtokos, és dunaszekcsői Bésán Júlianna (1760–1819) voltak. Az anyai nagyszülei zalabéri Horváth Imre (1771–1820), császári és királyi kamarás, huszár főhadnagy, földbirtokos és báró dévai Dévay Mária (1774–1830) voltak. A vizeki Tallián családnak a birtokállományának a jelentősebb része, pedig az ősrégi és előkelő dunántúli kihalt osztopáni Perneszy családtól való volt, akikből vette származását; Jankovich Józsefné Tallián Matild ősanyja vizeki Tallián Gergely soproni harmincadosné osztopáni Perneszy Anna Julianna (fl. 1657–1715), akinek a szülei osztopáni Perneszy István (fl. 1647–1663), a zalalövői vár főkapitánya, zalai és somogyi földbirtokos valamint nyéki Rauch Zsuzsanna (fl. 1657) voltak.
Jankovich László gróf és vizeki Tallián Róza frigyéből született:
- Jankovich Aladár (Szőlősgyörök, 1850. július 20. – Budapest, 1919. április 19.), földbirtokos. Felesége: gróf Klotild Bombelles de la Motte Saint-Liée (Savenstein, 1853. október 22. – Balatonlelle, 1930. július 24.)
- Jankovich Tivadar (Szőlősgyörök, 1856. december 26. – Szőlősgyörök, 1915. március 30.), földbirtokos. Nőtlen.
- Jankovich László (Szőlősgyörök, 1860. március 3. – Szőlősgyörök, 1921. december 1.), Zala vármegye főispánja, földbirtokos. Felesége: gróf Klotild Bombelles de la Motte Saint-Liée (Savenstein, 1853. október 22. – Balatonlelle, 1930. július 24.).